# Sganarelle
Pour les articles homonymes, voir Sganarelle (homonymie).

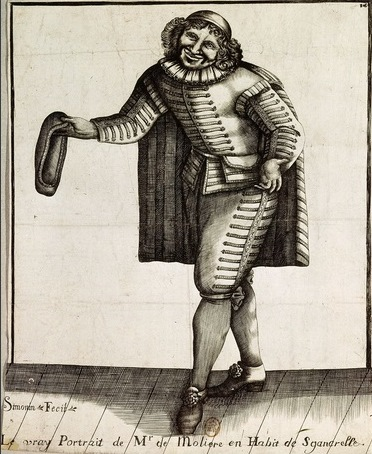
Dessin de Claude Simonin représentant Molière dans le rôle de Sganarelle dans Sganarelle ou le Cocu imaginaire.

Sganarelle est un nom récurrent de personnage dans l'œuvre de Molière, dont l'origine viendrait du verbe italien sgannare, qui signifie « dessiller » (ou, pour mieux définir, « amener à voir ce qu'on ignore ou ce qu'on veut ignorer »).
Sganarelle est un personnage comique, parmi les plus représentatifs de ceux inspirés de la commedia dell'arte. Il est  l'expression de ce qu'il y a de sensé et de vil à la fois dans le petit peuple. Il a claire conscience de sa médiocrité ; il aime son confort, sa tranquillité ; les aventures ne sont pas faites pour lui.
Molière jouait toujours lui-même le rôle de Sganarelle dans lequel il apparaissait outrancièrement grimé ou masqué.

## Personnages
Ce nom apparaît dans les textes suivants en désignant plusieurs types de personnage :
- dans Sganarelle ou le Cocu imaginaire (1660), la pièce qui remporta le plus de succès du vivant de Molière, Sganarelle est un bourgeois de Paris qui, se fiant aux apparences, croit que sa femme le trompe ;
- dans L'Amour médecin (1665). Il veut garder sa fille (et la dot) pour lui-même, refusant tout prétendant ;
- dans Dom Juan ou le Festin de Pierre (1665), Sganarelle est le valet de Don Juan. C'est un homme du peuple qui utilise son jugement pour penser par lui-même. Il entre dans la tradition des personnages tels que Panurge ou Figaro (Sganarelle et Figaro ont d'ailleurs en commun d'avoir été au service d'un apothicaire et de connaître des rudiments de latin). Ce personnage donnera Leporello dans le Don Giovanni de Wolfgang Amadeus Mozart ;
- dans Le Médecin malgré lui (1666), Sganarelle est un bûcheron ivrogne et facétieux que son épouse Martine fait passer pour un médecin fou qui ne se reconnaît comme médecin qu'après avoir été battu ;
- dans Le Médecin volant il est le valet de Valère qui lui demande de se déguiser en médecin pour qu'il puisse voir Lucile, la fille de Gorgibus qui veut la marier a un vieux riche : Villebrequin ;
- dans L'École des maris, Sganarelle est un tuteur possessif ;
- dans Le Mariage forcé, il est barbon et dindon de la farce[2].

## Habit
Le personnage de Sganarelle est très souvent habillé dans les représentations avec des hauts-de-chausses, un pourpoint, un mantelet, un bonnet de la même couleur et un col serré dans une fraise à l’ancienne.